# Kanton Manosque-Nord
Der Kanton Manosque-Nord war von 1973 bis 2015 ein französischer Wahlkreis im Arrondissement Forcalquier, im Département Alpes-de-Haute-Provence und in der Region Provence-Alpes-Côte d’Azur. Er umfasste drei Gemeinden, sein Hauptort (frz.: chef-lieu) war Manosque. Die landesweiten Änderungen in der Zusammensetzung der Kantone brachten im März 2015 seine Auflösung. Sein letzter Vertreter im conseil général des Départements war von 2004 bis 2015 Roland Aubert.

## Gemeinden
| Gemeinde              | Einwohner (Stand: 2022) | Code postal | Code Insee |
| --------------------- | ----------------------- | ----------- | ---------- |
| Manosque              | 8.594*                  | 04100       | 04112      |
| Saint-Martin-les-Eaux | 123                     | 04300       | 04190      |
| Volx                  | 3227                    | 04130       | 04245      |

(*) Teilbereich. Die Einwohnerzahl betrifft den zum Kanton gehörenden Teil der Gemeinde.